# Área metropolitana de Madison
El área metropolitana de Madison o Área Estadística Metropolitana de Madison, WI MSA , como la denomina la Oficina de Administración y Presupuesto, es un Área Estadística Metropolitana centrada en la ciudad de Madison, capital del estado de Wisconsin, Estados Unidos. Su población según el censo de 2010 es de 568.593 habitantes, convirtiéndola en la 89.º área metropolitana más poblada de ese país.

## Composición
Los 3 condados del área metropolitana, junto con su población según los resultados del censo 2010:
- Columbia– 56.833 habitantes
- Dane– 488.073 habitantes
- Iowa– 23.687 habitantes

## Área Estadística Metropolitana Combinada
El área metropolitana de Madison es parte del Área Estadística Metropolitana Combinada de Madison-Baraboo, WI CSA junto con el Área Estadística Micropolitana de Baraboo, WI µSA; totalizando 630.569 habitantes en un área de 9.454 km².

## Comunidades
Ciudades
- Columbus
- Dodgeville
- Fitchburg
- Lodi
- Madison (ciudad principal)
- Middleton
- Mineral Point
- Monona
- Portage
- Stoughton
- Sun Prairie
- Verona
- Wisconsin Dells (parcialmente)

Pueblos
| - Arena - Arlington - Avoca - Barneveld - Belleville (parcialmente) - Black Earth - Blanchardville (parcialmente) - Blue Mounds - Brooklyn (parcialmente) - Cambria | - Cambridge (parcialmente) - Cobb - Cottage Grove - Cross Plains - Dane - Deerfield - DeForest - Doylestown - Fall River - Friesland | - Highland - Hollandale - Livingston (parcialmente) - Maple Bluff - Marshall - Mazomanie - McFarland - Montfort (parcialmente) - Mount Horeb - Oregon | - Pardeeville - Poynette - Randolph (parcialmente) - Rewey - Ridgeway - Rio - Rockdale - Shorewood Hills - Waunakee - Wyocena |

Lugares designados por el censo
- Lake Wisconsin (parcialmente)
- Windsor

Lugares no incorporados
- Ashton Corners
- Basco
- East Bristol
- Helena
- Hope
- Morrisonville
- Mount Vernon
- North Bristol
- Paoli
- Utica
- Pine Bluff